# Rédea

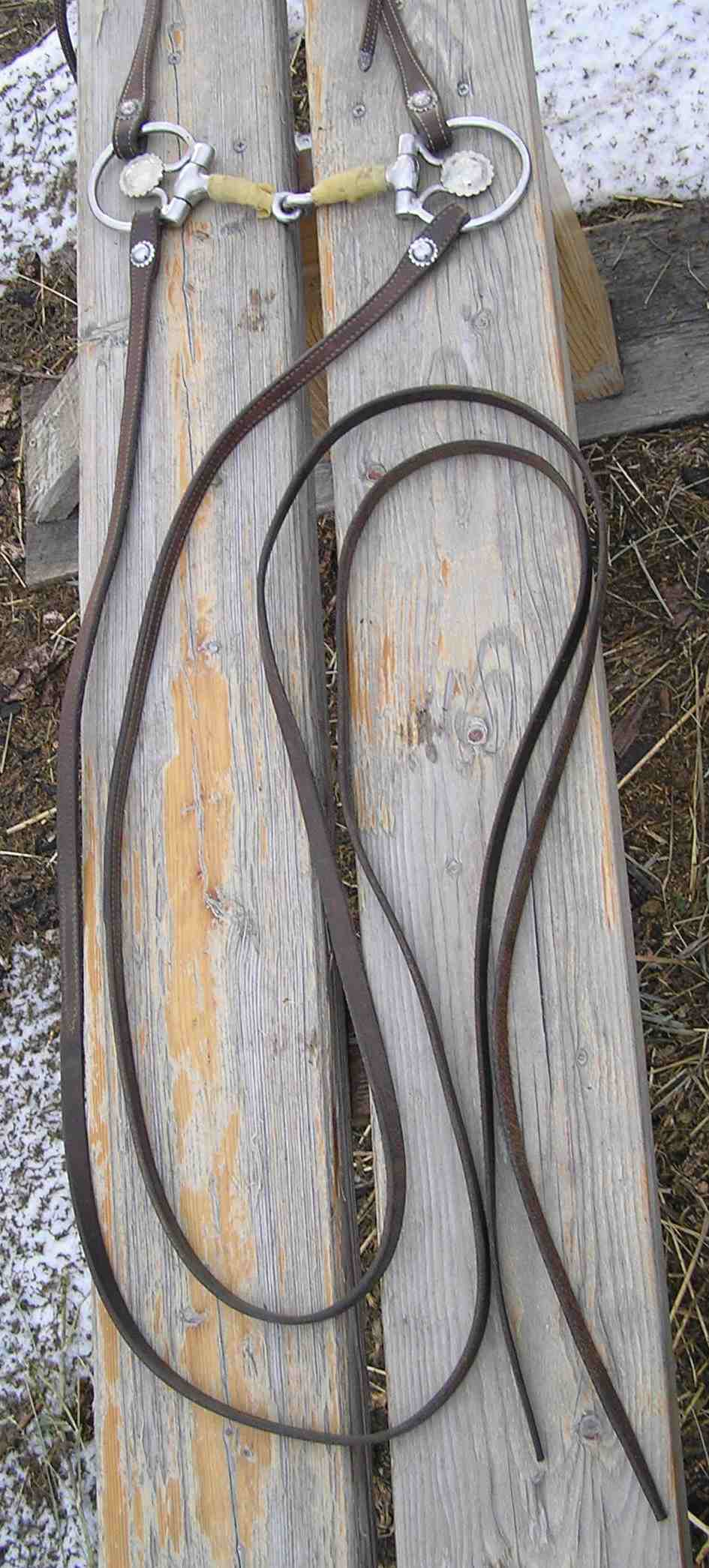
Rédeas

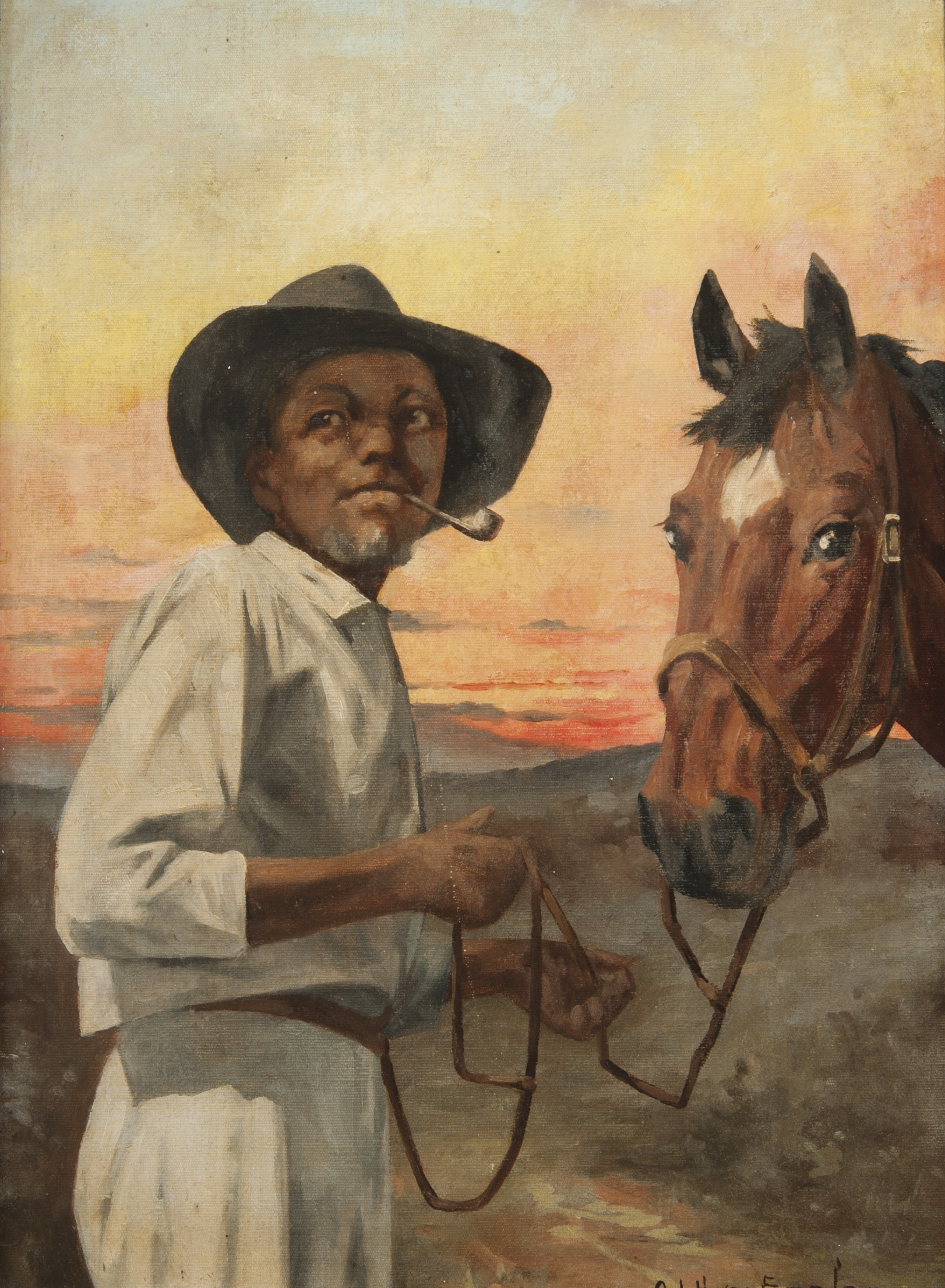
Negro com Chapéu, Fumando Charuto, Segurando Rédea de Cavalo, por Adrien Henri Vital van Emelen.

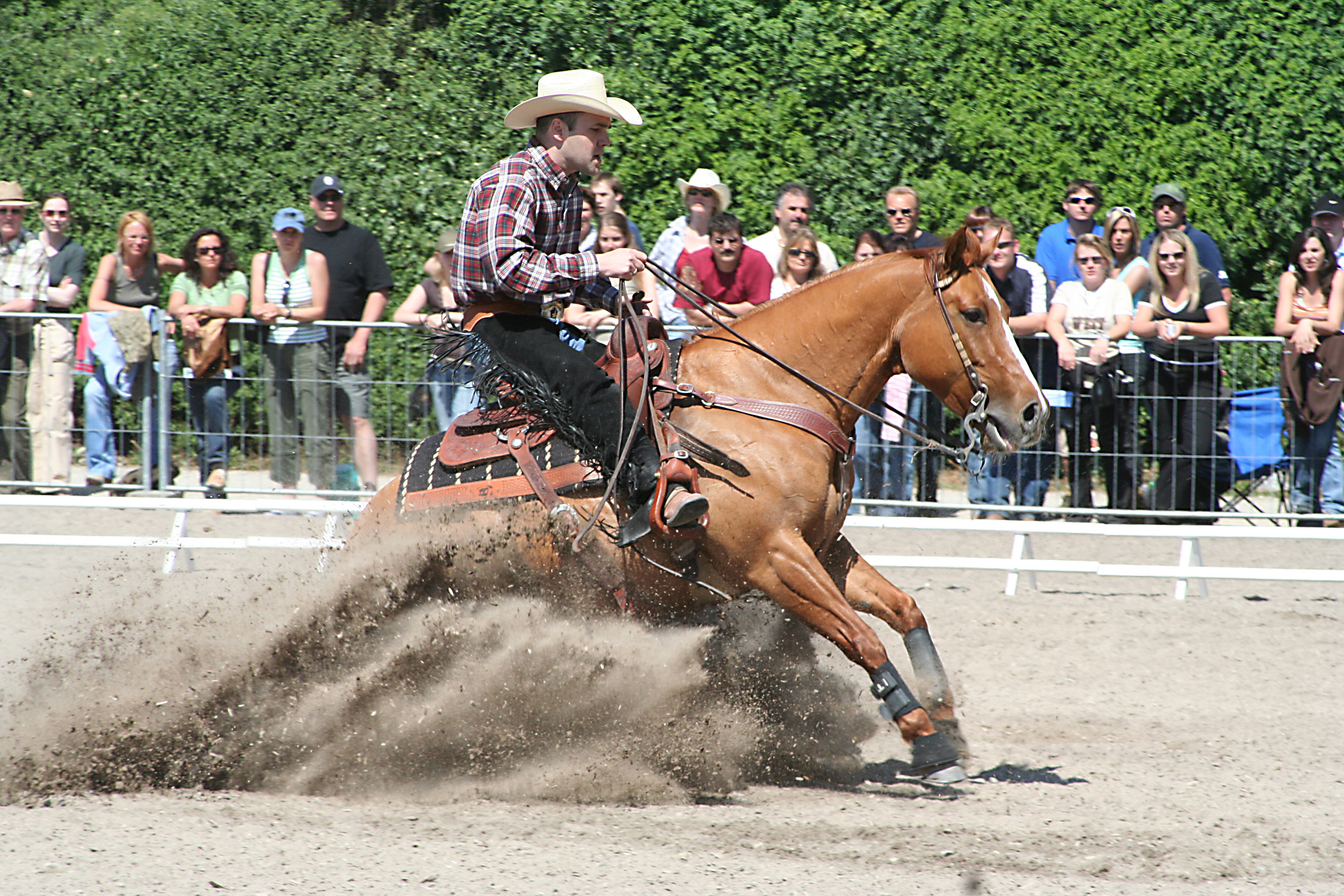
As rédeas usadas para controlar o animal

Rédeas são objetos de montaria (arreio), utilizados para direcionar um cavalo ou qualquer outro animal de montaria. Rédeas podem ser feitas de couro, nylon, metal ou outros materiais, e conectadas ao cabresto pelo freio do cavalo.
Rédeas (esporte) também é um esporte equestre.